# ميسون آل صالح
ميسون آل صالح هي فنانة تشكيلية مرئية إماراتية، تنتَمي للمدرَسة السِّريالية، وتربطها بالفن الحديث والثقافة الإماراتية التَّقليدية. تصَور لوحاتُها عادةً هياكلَ عظميةً لبشَر وحيوانَات. اختارها موقع تايم آوت دبي عام 2011 كواحدَة من أفضل 10 فنّانين في دُبي.

## تعليمها وحياتها المبكرة
ولدت عام 1988 في إمارة دبي لعائلَة فنيَّة؛ فوالدتُها تهوى تصميم الأزياء ووالدُها مصورٌ فوتوغرافيٌّ وخالتُها هيفَاء آل صالح فنانة تشكيلية. بدأت ترسم منذ نعُومة أظافِرها؛ ففي سنِّ الثَّامنة شرعَت ترسُم بالألوَان الزيتِية على القماش بمساعَدة خالتهَا، وكانت أولَى لوحاتِها الفنيَّة. حصلَت على شهادةٍ في تصمِيمِ الدِّيكُور من جامعة زايد في ينَاير 2010.

## رؤيتها الفنيّة

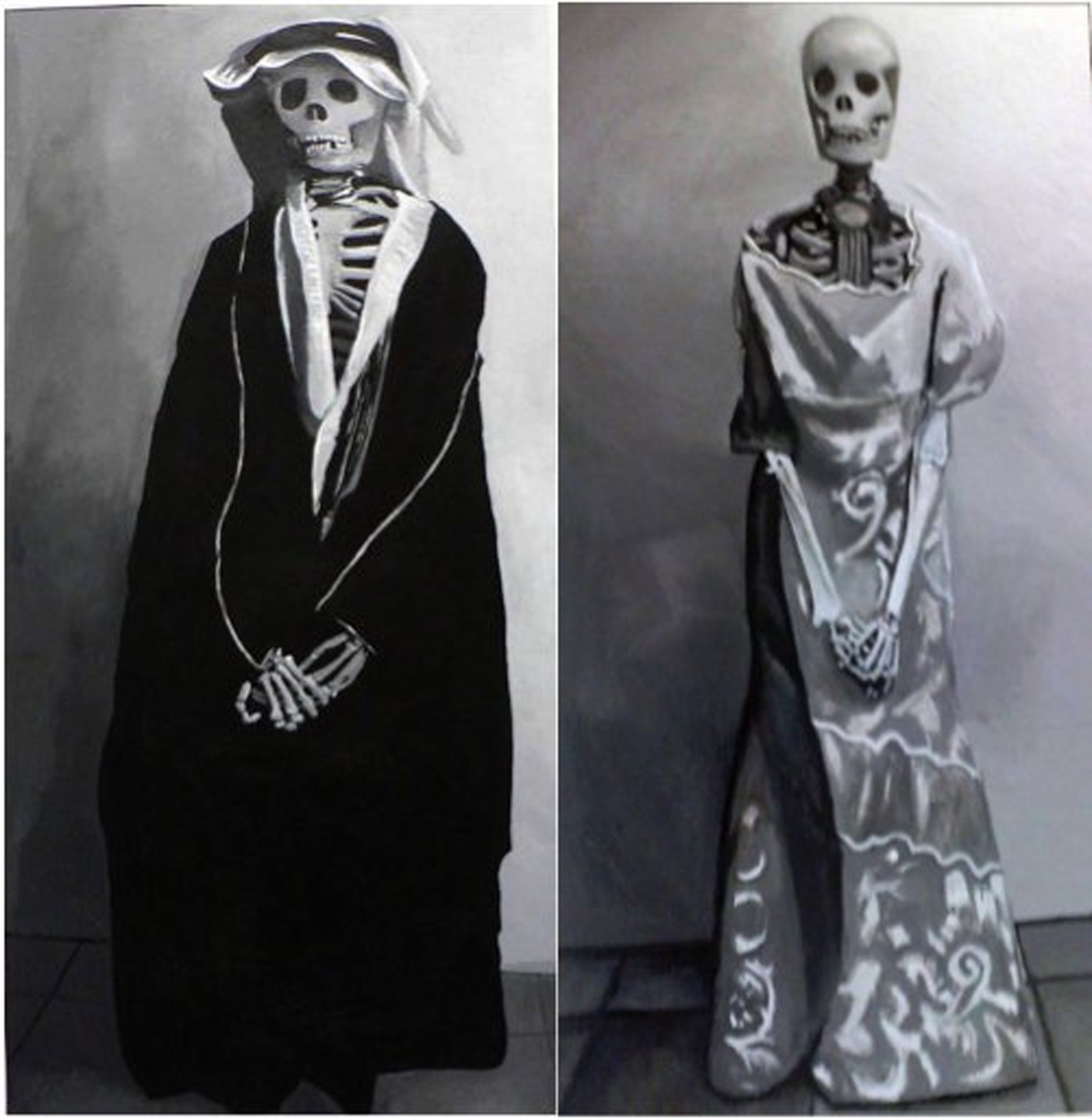
هياكل عظمية لزوجين، من أعمال ميسون بالأكريليك

شرعَت في رسمِ الهياكل العظمية في سنِّ ال16، بعد أن تم تصوِير ظهرِها بالأشعَّة السِّينية خلالَ فحصٍ طبيٍّ «عندَما وضعَ الطَّبيب الصُّورة على الشَّاشة، ورأيتُ العظام، راودَتني الفِكرةُ.. لقد ألهمَتني الصُّورة ورأيتُ أنها فعلًا تعكِس جمالًا من نَوع آخَر.. جمالًا داخليًّا وليس الجَمال الذي نرَاه من الخَارج» تقُول ميسُون. تقوم ميسون برسمها بالأبيض والأسود، وتحرص على إضفاء بعض المرح إليها ليتقبلها الناس. تستخدمُ ميسون خاماتٍ عديدةٍ كالأكليريك التي تفضلُها، لكونِها تجفُّ سريعًا مما يساعدُها على تنفيذِ أفكارِها بسُرعة، والألياف الزُّجاجية لصنع المنحوتات. وقد ذكرَت في لقاء لها مع شبكة سي إن إن العربيّة أنها لا تتطرَّق بلوحاتِها إلى الدين والسِّياسة، وتحرصُ فقط على البُعد الفنيّ والاجتماعيِّ فيها؛ كاختفاءِ مظَاهر العَادات والتقاليد الإمَاراتية.

## أعمالها

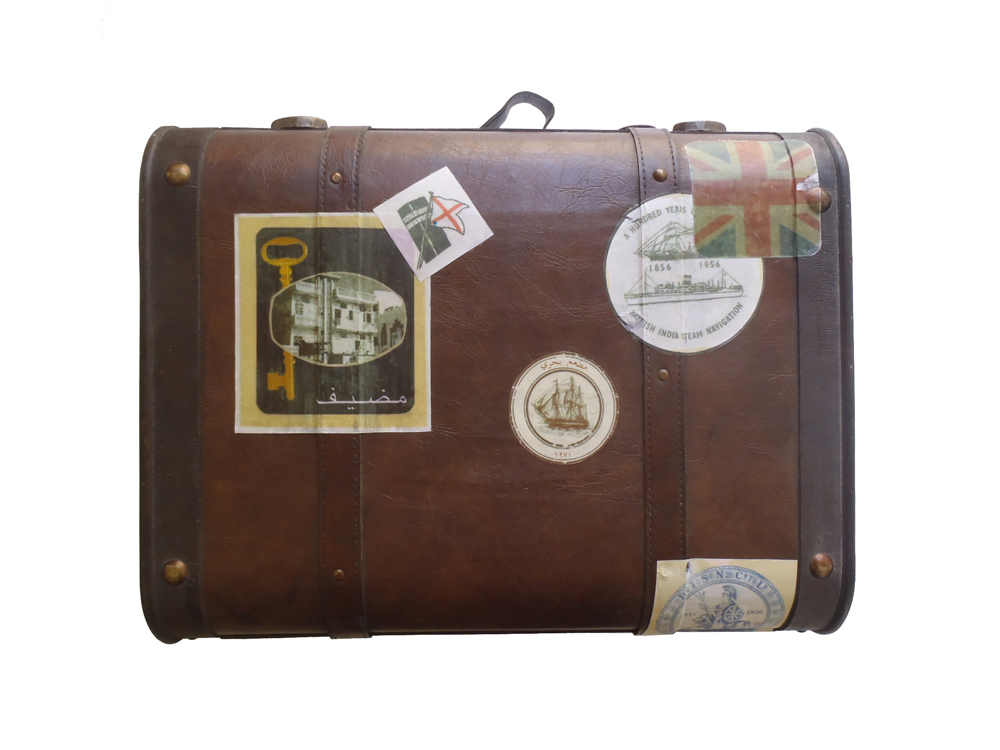
أحد الأعمال الفنية من معرض "الأحداث التاريخية لسفينة دارا"

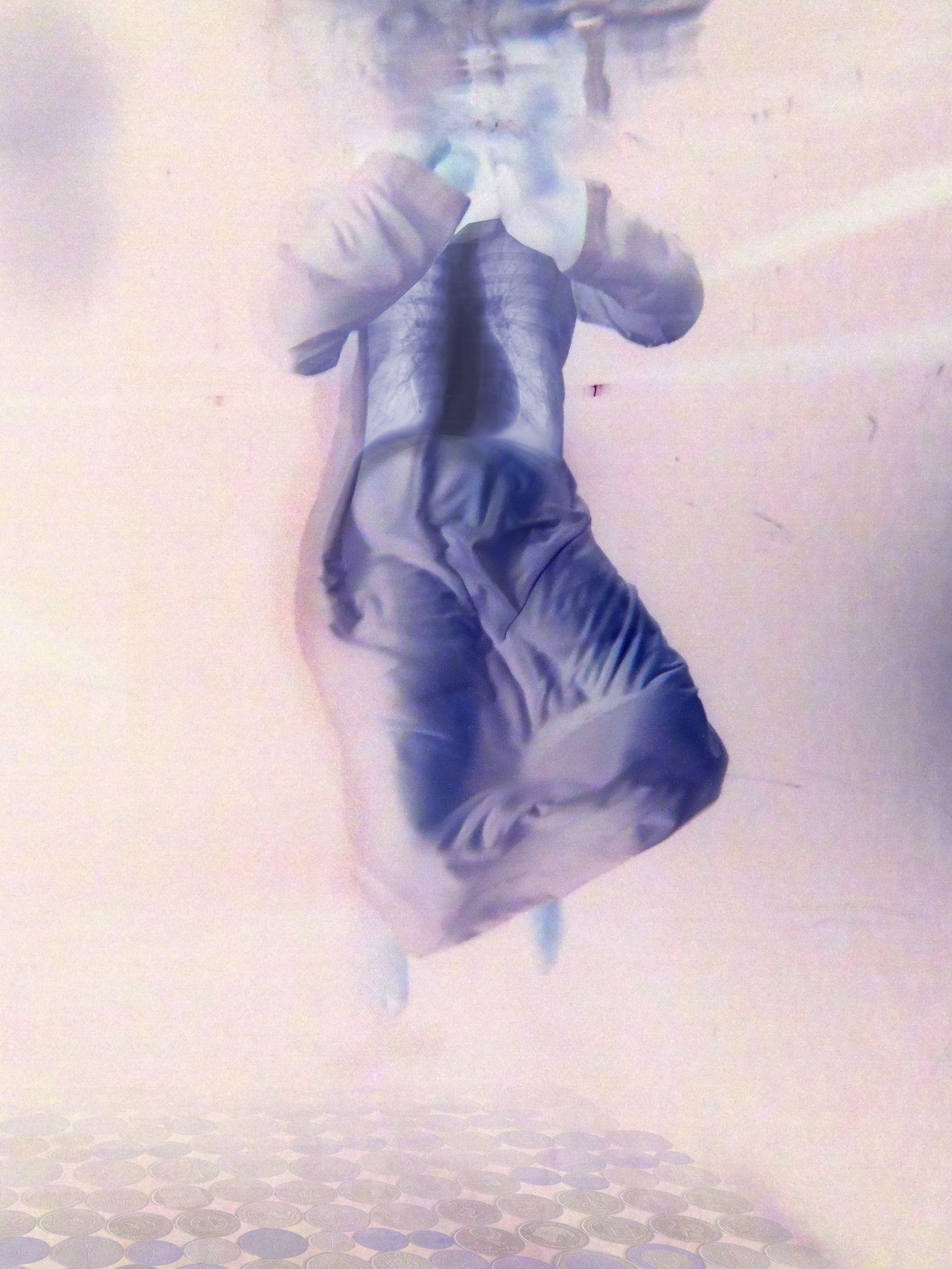
لوحة "الأموال لا تطفو" لميسون آل صالح

بدَأت عملَها كفنَّانة عَام 2008، عام 2009 شاركت في معرض تحت عنوان «تعابير إماراتية: من قلب الإمارات» و «آرت دبي» في فُندق قصرِ الإمَارات بأبُوظبي ومعرض ضمن مجمُوعة مؤسَّسة بارجيل للفُنون بالشارقة. وأقامت أولَى معارضِها المنفردة في مركَز المرايا للفُنون بالشارقة عام 2009، وثانيها في معرض «جاليري أوف لايت» المقام بمسرَح دبي الاجتماعي ومركز الفنون تحت عُنوان «الوجه المشرق للعظَام» الذي عُرضت فيه 10 لوحاتٍ تحمل ملامِح الحَياة في الإمارات. كما شاركت في معارض خارج الإمارات كسنترو كلتشارال ميموريا بإسبَانيا، المتحَف المقدُوني باليُونان ومتحف بالازو بإيطَاليا، وعدة معارِض بالوُلايات المتَّحدة الأمريكِية.
عام 2010 شاركَت في معرض للألعَاب في مركز دبي المالي العالمي كواحِدة من 100 فنان أضافوا لمساتهم الخَاصة لتمثال أبيض يبلغ ارتفاعه 20 سم. كانت إضافتها عبارة عن هيكل عظمي يرتدي الغُترة ويضع سماعات الرأس لتصوير رقصة البولة التقليدية.
عام 2011 دعتها هيئة دُبي للثقافة والفنون للمشَاركة في معرض سكة الفني.
كما كانت واحدة من 21 فنانًا شَاركوا في المَعرض البحَري للإمارات العَربية المُتحدة بالتَّزامن مع احتفالات اليوم الوطني للإمارات. سلّط المعرض الضوء على تأثِير البحرِ على الثَّقافة الإمَاراتية. شاركت ميسون بهياكل عظمية لأسماك.
في نوفمبر 2014 شاركت ميسون في معرض "Promesse" الذي شَارك فيه 16 فنانًا لتصوِير منتجات بوم آند ميرسييه.

### معرض «الأحداث التاريخية لسفينة دارا»
عام 2013 أقامت ميسُون معرضَها المنفَرد الثَّالث في معرض آرا بوسَط دبي بعنوان «الأحداث التَّاريخية لسفينة دارا» الذي استوحت فكرَته من قصَّة السفينة دارا التي كانت تبحر بين الهند والخليج، وحادِثة غرقها في الخليج العربي في 8 إبريل عام 1961 بناءً على روايَات سمعتها من جدها النَّاجي من الحَادث، وغيره من الركاب الناجين أو أقاربهم، بالإضافة إلى تحقيقات الشُّرطة وتقارير الشركة صَاحبة الباخرة.
ألقى المعرض الضَّوء على القِصص الخفية للناجين من الحَادث، وشمل صورًا لحقائب المسافرين على متن السفينة من جنسِيات مختلفة، وثلاث حقائب بنفس مُواصفات الحقَائب المرسومة، ونسخًا من الوثائق المتبادلة بين الشرطة والشركة المسئولة. عُرضت أيضًا لوحات تمثل جوازات سفر وصور لرُكاب من وحي خيال الفنانة.
قامَت ميسُون برحلة غوص استكشافِية في مكان غرق السفينة، ورسمت لوحات تحت الماء باستخدَام أقمشة معالجة مقاومة للماء وألوان خاصة لرسم العلامات المبدئية تحت الماء، كما التقطت صورًا أثناء غوصها وقامت بعرضها في مستهل المعرض.

### من أعمالها
- «زوجان»: بِيعت إلى مؤسسة بارجيل للفنون، وتمثل اللوحَة هيكَلين عظميين لزَوجين بملابسِ زفاف تقليدِية، وهي مستَوحاة من زوجَين توفَّيا بالفِعل.[2][6]
- لوحة «ريجيم»: تعبر عن الحميات الغذائية القَاسية التي تتبعها الفتيات لمحاكَاة غيرهن، وتأثِيرها عليهن.[2][5][6][10]
- «أمي وأنا»: تمثل أمًّا محجبة بعَباءة ووشَاح تمسِك بابنها، وهي مستَوحاة من قصصٍ واقعية لأمهات بعد استقلال الإمارات عام 1971.[6]
- «بلاك بيري»: ترمز إلى تأثِير التكنولوجيا على حياة البشَر.[10]
- الأموال لا تطفو: عرضت في معرض «الأحداث التاريخية لسفينة دارا»، وبيعت في مزَاد بونهامز بلندن.[17]
- سفينة الصحراء: تصوِّر هيكلًا عظميًّا لجمل نافق بعد تنَاوله لكمية كبيرةٍ من البلاستيك.[10]

## روابط خارجية
لقاء مع ميسون آل صالح بالفُجيرة - يوتيوب